# Münze der Grafschaft Erbach

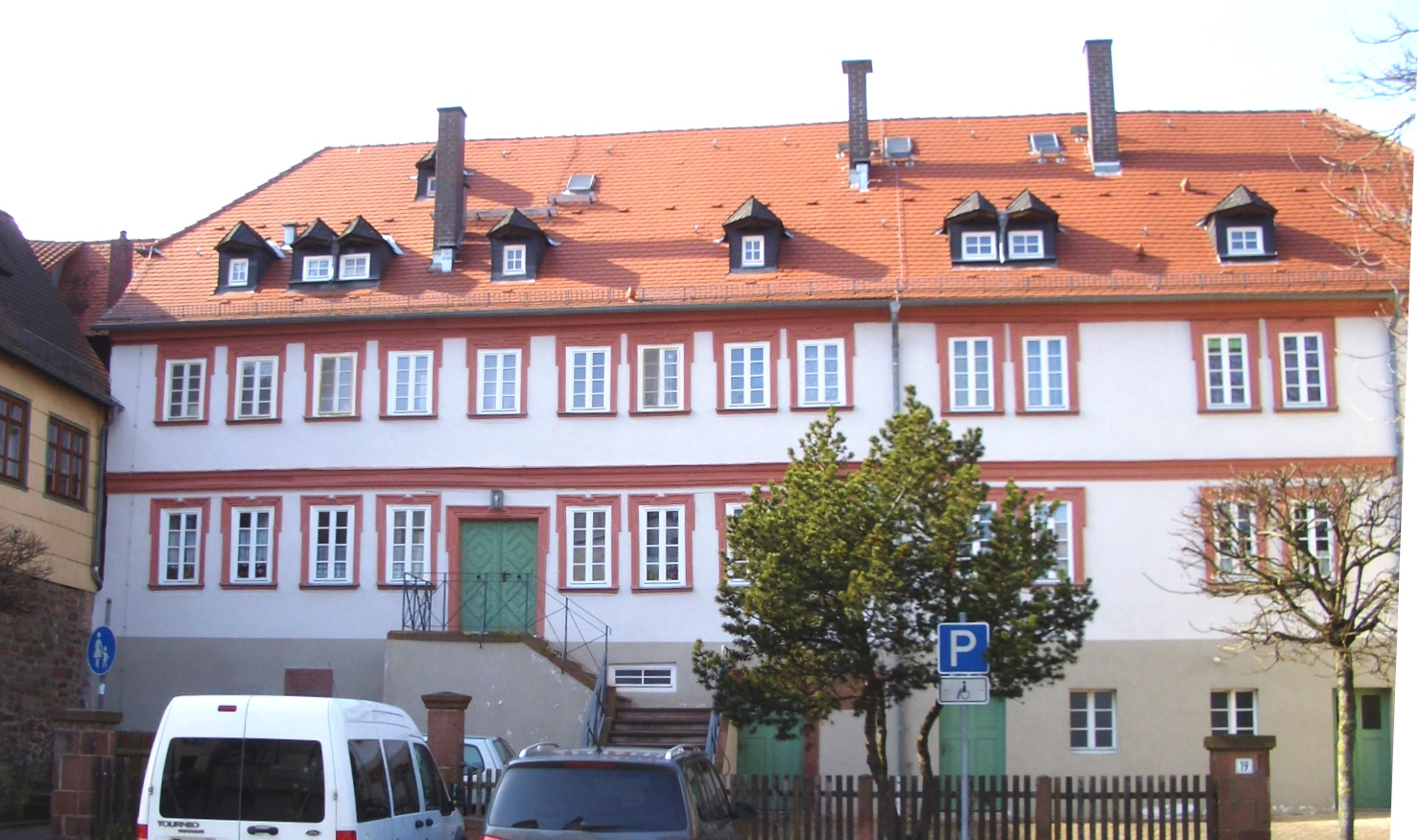
Münzprägestätte in Michelstadt

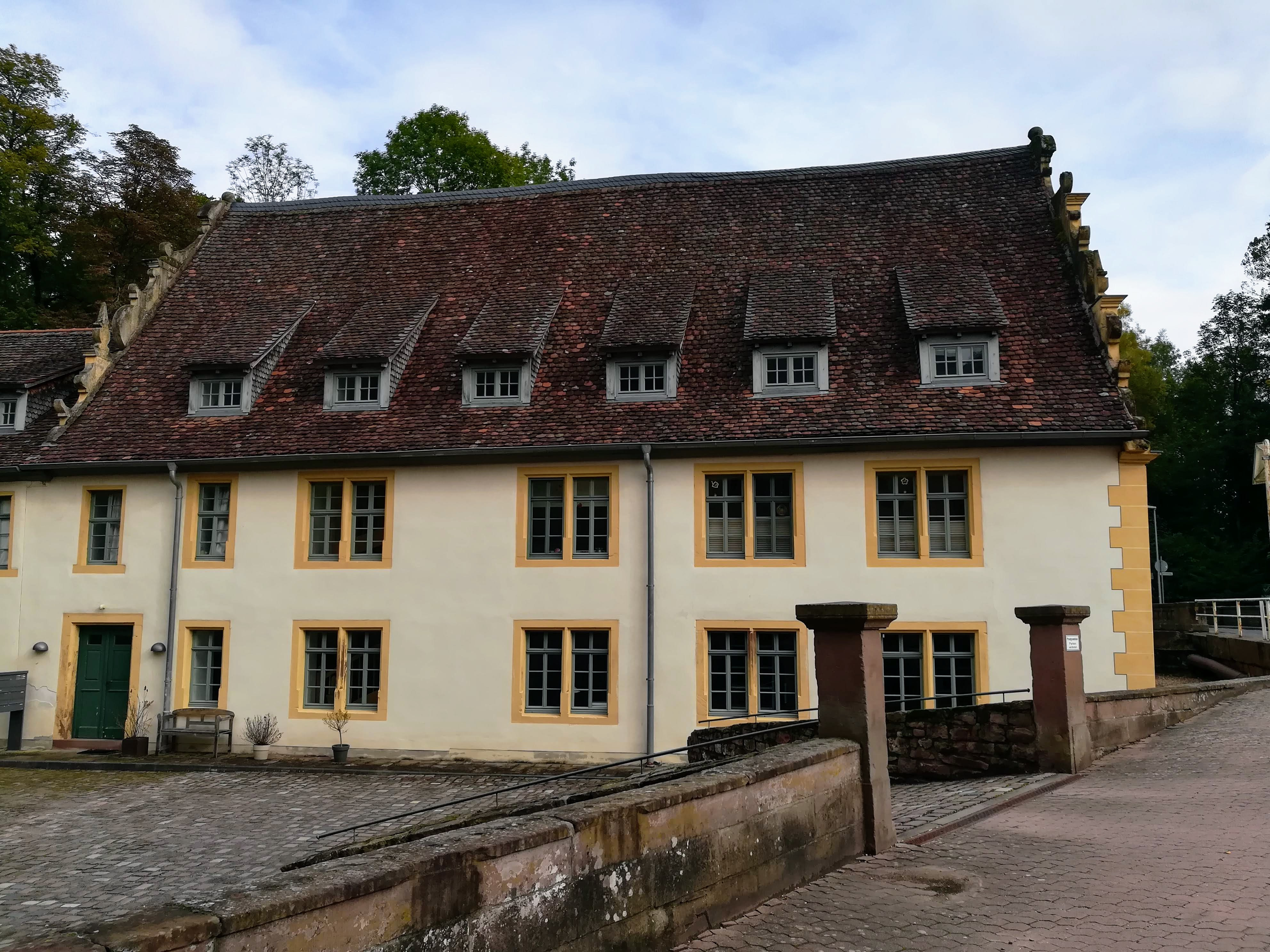
Münzprägestätte in Schloss Fürstenau

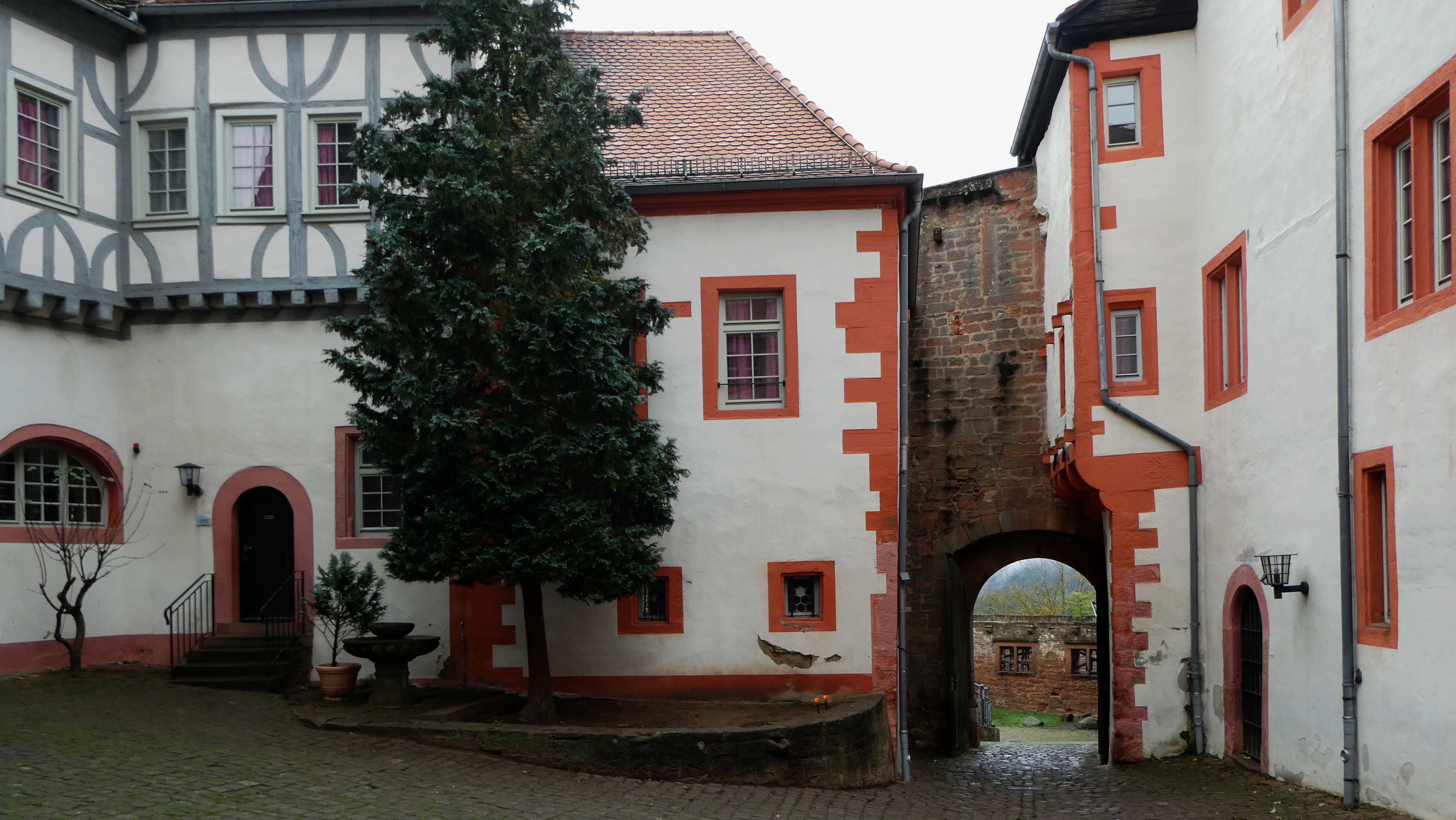
Münzprägestätte auf der Burg Breuberg

Die Münzprägeanstalten des Grafenhauses Erbach wurden ab 1541 mit den Grafen Georg und Eberhard von Erbach begründet. Die seit 1148 bestehende Herrschaft und seit 1532 Grafschaft im Odenwald hatte eine eigene Münzprägung ab 1545 bis 1691.

## Geschichte

### Erste Periode: Erlangung des Münzrechts und erste Münzprägestätte
Die Schenken von Erbach wurden 1532 in den Reichsgrafenstand erhoben, damit erhielten die Grafen Georg und Eberhard von Erbach im Jahre 1541 auch das Privileg, Münzen in Gold, Silber und Kupfer zu schlagen. Dieses Münzrecht wurde erst ab 1545 genutzt, indem sie den Münzmeister des deutschen Ordens in Mergentheim Georg Boss (* 1505 Nördlingen im Ries; † 1557) mit der Herstellung der Schrötlinge betrauten, die im „Alten Hof“ in Michelstadt geprägt wurden. In diesem Jahre wurden Erbachische Gulden und Weißpfennige erwähnt, von denen sind keine mehr vorhanden.
Das Haus Erbach war ab 1500 auf der „Bank der Grafen und Herren“ Mitglied im Fränkischen Kreis, der bis zur Auflösung des Reiches 1806 bestand. Der Fränkische Reichskreis war stets bemüht gewesen, seine Aufgaben als Organ des Reiches mit aller Gewissenhaftigkeit zu erfüllen, so besonders im Münzwesen. Die Qualität der vom Kreis vorgeschriebenen Münzen war zumeist so gut, dass die fränkischen Geldstücke als Rohmaterial in fremden Prägestätten eingeschmolzen wurden und man in Franken selbst aus Mangel an Kleingeld die geringerhaltigen auswärtigen Sorten zulassen musste. Das Handeln des Kreises war mit den geistlichen Fürsten in den Grundsätzen der Münzpolitik abgestimmt und regelte bei innerfränkischen Angelegenheiten die Anerkennung von Rangfolgen und Befugnissen von Münzstätten und der Examinierung von durch die Landesherren bestallten Münzmeistern und Wardeinen. Aus der Abstimmung der währungspolitischen Maßnahmen im Fränkischen, Bayerischen und Schwäbischen Kreis als die drei im Münzwesen korrespondierenden Kreise resultierten gemeinsame Münzprobationstage bis 1761.

### Zweite Periode: Blütezeit ab 1561
Das Haus Erbach konnte in der Mitte des 16. Jahrhunderts erhebliche territoriale Zugewinne in Folge des Aussterbens der Grafen von Wertheim  und der Grafen von Rieneck erzielen. Aus dem Erbe der Grafen von Wertheim war dies die Hälfte der nördlich an das Erbacher Land anschließenden Herrschaft Breuberg im Odenwald mit der namensgebenden, stark befestigten Höhenburg.
Ab 1551 galt in Süddeutschland die Reichnungsmünzordnung, als sich der Batzen auf den Wert von 4 Kreuzern verfestigte. In Franken wurde der Gulden in nicht weniger als acht verschiedene Rechnungseinheiten unterteilt:
- 1 Gulden = 8 Pfund 12 Pfennig = 15 Batzen = 21 Groschen = 28 Schilling = 60 Kreuzer = 168 Neue Pfennig = 252 Pfennig = 504 Heller.[2]

Die Erbacher Münzprägung entwickelte sich unter den Grafen Georg, Eberhard und Valentin in den Jahren in den Jahren 1561–1562 deutlich. Aus dieser Zeit sind Daten über die an der Münze beschäftigten Personen, ihre Entlohnung, technische Verfahren vorhanden. Mit dem Münzmeister Lorenz Zentgraf stieg die Zahl der Prägungen in den Jahren ab 1561 stark an. Es wurden halbe und ganze Goldgulden, halbe Batzen, Dreier, Pfennige und Heller geprägt. Der Feingehalt entsprach den gesetzlichen Bestimmungen, so dass kein Gewinn erzielt werden konnte.

### Dritte Periode: Verpachtungen ab 1570
Unter dem Grafen Georg IV. wurde die Erbachsche Münze 1570 an Juden verpachtet wurde. Diese konnten, was kleineren Dynastien allerdings schwer und nur mit unverhältnismäßig hohen Kosten möglich war, das Rohsilber leicht beschaffen und wussten ihren Gewinn dadurch zu erzielen, dass sie, wie es scheint ausschließlich, Pfennige prägten, deren Feingehalt schwer zu bestimmen war.
Als auf dem Reichstag 1570 die Pfennigprägung verboten wurde, ruhte die Erbach'sche Münzprägung bis in die Kipper- und Wipperzeit, bis die Münzstätte auf der Burg Breuberg eingerichtet wurde. Zur Finanzierung des Dreißigjährigen Kriegs wurden Silbermünzen mit Kupfer zu „lange Münzen“ gestreckt, das erhöhte Geldaufkommen löste eine galoppierende Inflation aus. Nachdem Kaiser Ferdinand II. das Münzwesen reformierte, wurden Münzen wieder mit dem alten Feingehalt ausgegeben, ab Ostern 1623 mussten die sämtlichen Erzeugnisse der Kipperei in den Schmelztiegel wandern. Um das Kupfer daraus zu entfernen, errichtete man in Schloss Fürstenau eine eigene Scheideanstalt und übertrug dahin die Münze. Die hohe Zahl der beschäftigten Münzer lässt auf starken Betrieb schließen, trotzdem wurde er bereits im Jahre 1624 wieder eingestellt, hauptsächlich darum, weil der Preis des Silbers zu hoch gestiegen und deshalb ein Gewinn nicht zu erwarten war. Nur Albus scheinen noch bis Anfang 1625 ausgeprägt worden zu sein.
Nach der Kipperzeit musste man mit zweierlei Gulden, Batzen und Kreuzern, sowie viererlei Pfennigen und dreierlei Hellern rechnen. Das Münzwesen des Hauses Erbach war eng an den Regelungen des Fränkischen Kreises gebunden, so galten neben dem Fränkischen Gulden innerhalb Frankens
- 1 Gulden RH (Rheinischer Gulden) = 15 Batzen (rheinsch) = 20 Groschen (rheinisch) = 28 Schilling (schwäbisch) = 60 Kreuzer (rheinisch) = 168 Pfennig (schwäbisch) = 240 Pfennig (rheinisch) = 480 Heller (rheinisch), oder in anderer Rechnung:

- 1 Reichstaler = 2⁄3 Gulden (Rheinischer Gulden) = 221⁄2 Batzen (rheinisch)  = 30 Groschen (rheinisch) = 42 Schilling (schwäbisch) = 90 Kreuzer (rheinisch)  = 252 Pfennig (schwäbisch) = 360 Pfennig (rheinisch)  = 720 Heller (rheinisch)[2]

- Ein Geselle bekam als Tageslohn sechs Kreuzer und der Handlanger vier Kreuzer. Es kosteten ein kg Butter drei Kreuzer, ein kg Getreide ¼ Kreuzer, ein kg Fleisch ½ Kreuzer, ein großes Bier ¼ Kreuzer, ein Paar Schuhe 16 Kreuzer, ein Paar Stiefel und eine Hose je einen Taler (=15 Batzen) und ein Pferd acht Taler. Eine Maß Bier kostete drei Kreuzer, ein Pfund Rindfleisch drei Kreuzer, vier Eier ein Kreuzer, ein Pfund Butter acht Kreuzer und eine Gans 16 Kreuzer.

Eine neue Periode im deutschen Münzwesen eröffnet die 2/3-Gulden-Prägung, der dabei erzielte und gesetzlich unanfechtbare Gewinn veranlasste auch die Grafen von Erbach im Jahre 1675 ihre Münze auf der Burg Breuberg wieder einzurichten. Die Erbacher Grafenbrüder Georg Ludwig, Georg VI. und Georg Albrecht III. verpachteten die Münzstätte auf der Burg Breuberg am 10. Juni 1675 an Nathan David aus Hildesheim und Elkan Moses zum Vogelgesang aus Frankfurt. Die beiden Kaufleute sollten das Silber besorgen und ihrerseits mit dem Münzmeister einen Vertrag über den Prägelohn abschließen. Sie waren auch dafür verantwortlich, dass auf dem Breuberg „guthaltige“ Münzen, und zwar Gulden von der Qualität der entsprechenden Mainzer, Pfälzer, Hanauer und Frankfurter Stücke geprägt wurden. Die jüdischen Familien aus Frankfurt am Main standen in enger Finanzbeziehung zum hessen-darmstädtischen Hof und hatten bereits im Laufe des 16. Jahrhunderts umfangreiche Kredit- und Warentransaktionen aufgebaut, bauten sie in den Folgejahren weiter aus und stabilisierten sie bis ins frühe 18. Jahrhundert hinein. Typisches Merkmal dieser Gruppe kapitalstarker und wirtschaftlich einflussreicher Personen war, dass sie zugleich über den großen politischen Einfluss bei Verhandlungen mit weltlichen Institutionen als auch innerhalb der jüdischen Gemeinde verfügten. Der zunächst in der Landgrafschaft Hessen-Darmstadt aktive Elkan Moses zum Vogelgesang gehörte zur Familie Amorsweiler und unterhielt geschäftliche Beziehungen zusätzlich zum Bischof von Würzburg und dem Kurfürsten von Bayern. Der Frankfurter Wardein Wilhelm Bengerath attestierte den Odenwälder Grafen im Juli 1676, dass ihre Münzen so gut seien, um sie allen anderen Landesmünzen vorgezogen würden. Die Münzmeister Jürgen Lippoldt Jaster, ein Hildesheimer Bierbrauer, und Peter Paul Peckstein arbeiteten von Dezember 1675 bis Juli 1676 auf dem Breuberg. Die drei Grafen ließen jeweils im eigenen Namen prägen und ihre Wahlsprüche auf die Rückseiten der Gulden setzen. Die Guldenstücke aus der Mitte des 17. Jahrhunderts trugen das Motto: „Herr nach deinem Willen“, die späteren den Wahlspruch „Omnia cum Deo et Nihil sine Eo.“

### Vierte und letzte Periode
Nach 1676 wurde die Erbach'sche Münze zeitweise an das Haus Hohenlohe verliehen, zumindest ließen diese im Jahre 1685 in Neustadt bzw. auf dem Breuberg Fünfzehner prägen, bis sie daran durch kaiserlichen Befehl und unter Anwendung von Gewalt verhindert wurden. Graf Georg Albrecht versuchte 1691 seine Finanznöte durch die Pfälzische Erbfolgekriege mit einer Hecken-Münzstatt im Schloss Fürstenau zu mildern. Diese wurde auf Befehl von Bischof Marquard von Bamberg wieder geschlossen. Die gut erhaltenen Fünfzehner, Doppelgroschen und Doppelalbus von 1691, sind die letzten Prägen der Grafen von Erbach. Münzmeister zu dieser Zeit war Johann Ditmar.

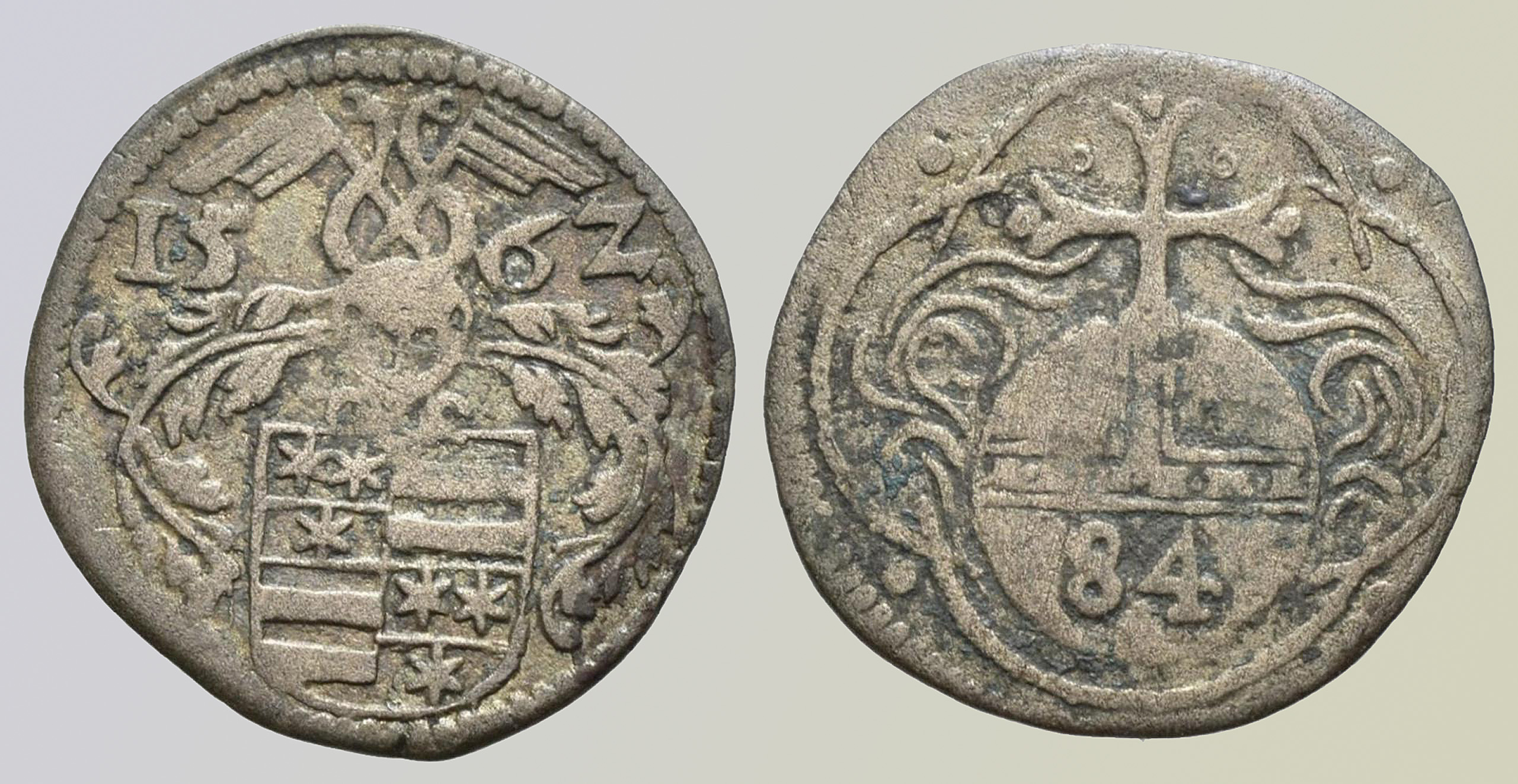
Erbacher Dreier Pfennig (1562)
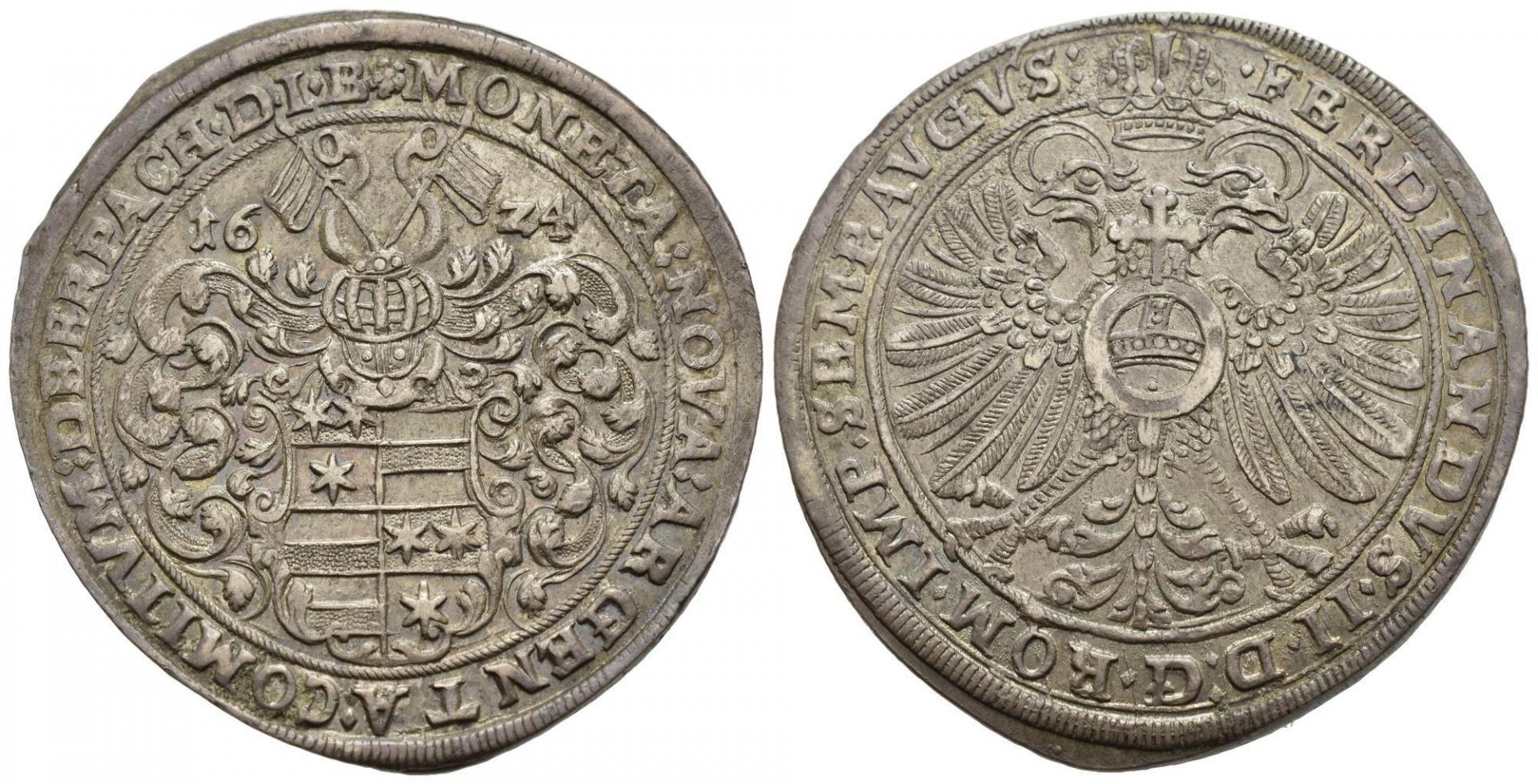
Erbacher Taler (1624)
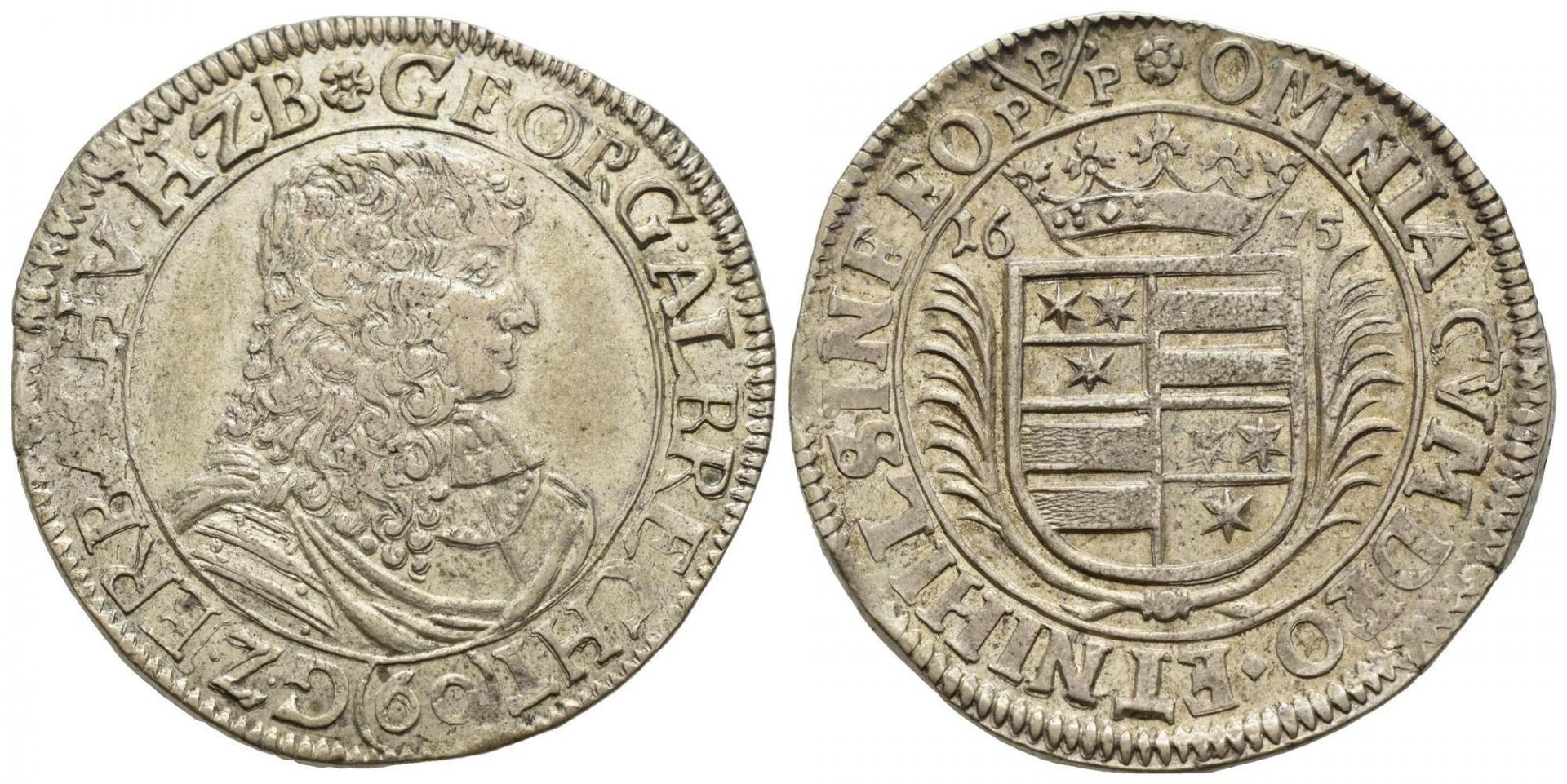
Erbacher Gulden (1675)
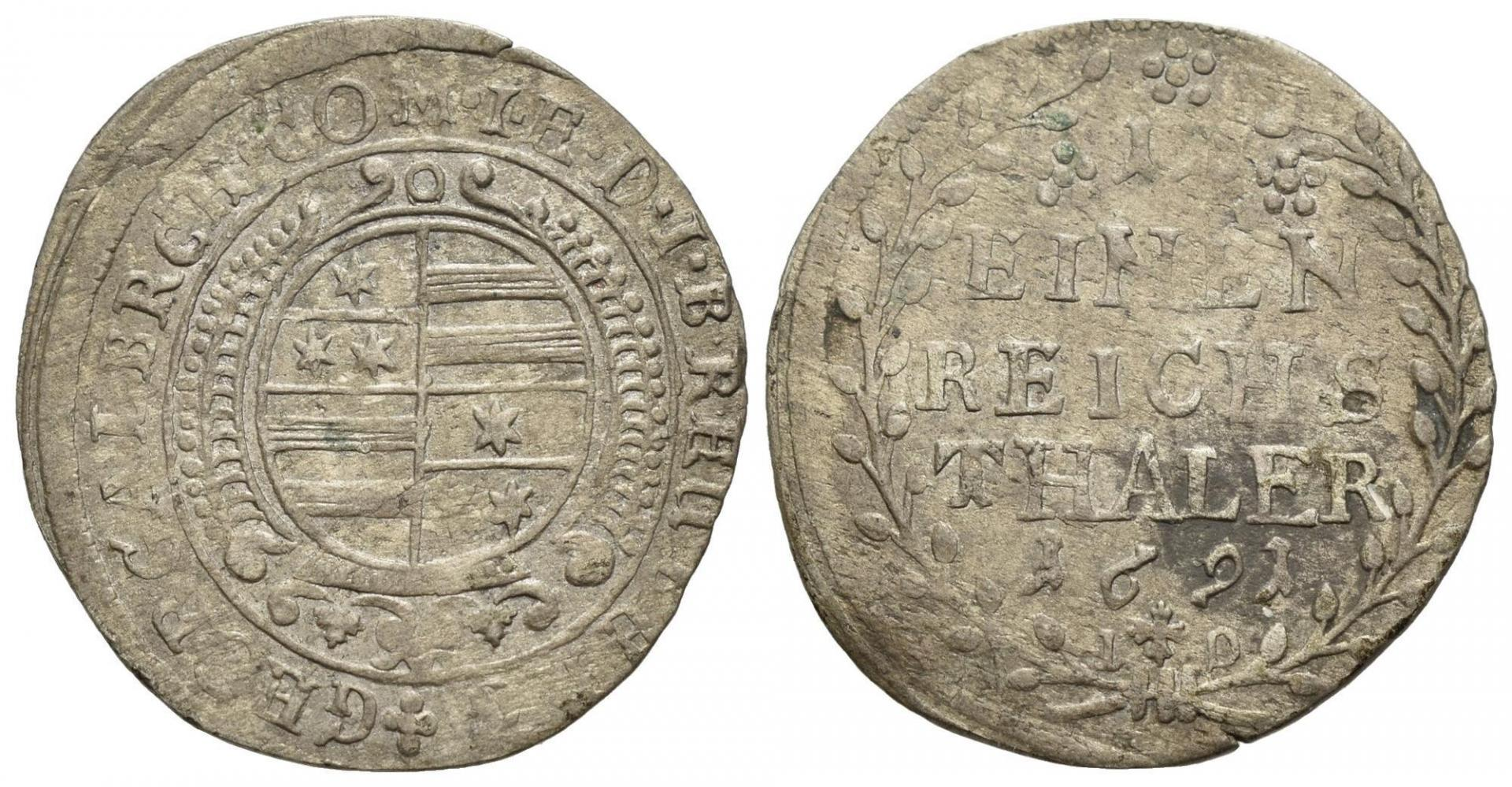
Einzwölfer Taler (1691)
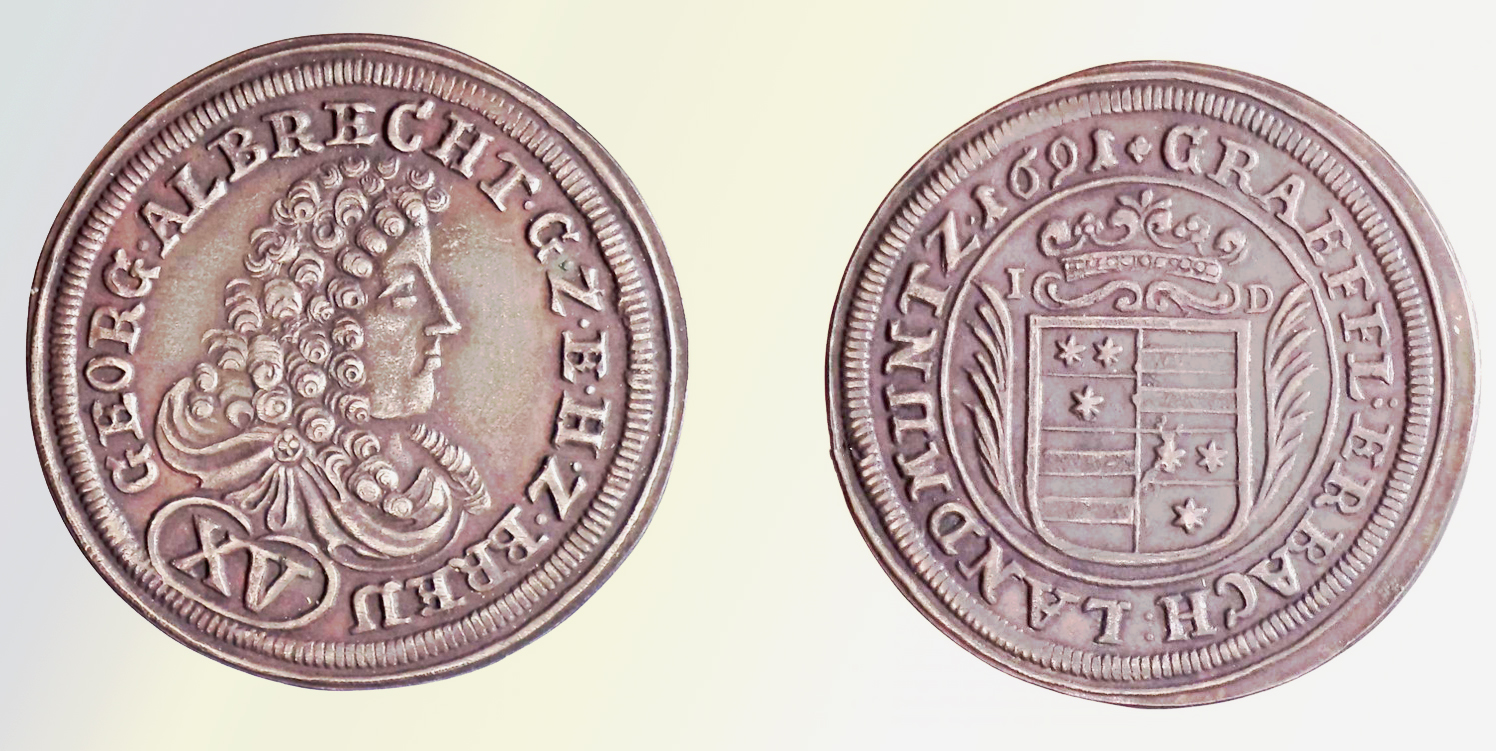
15 Kreuzer (1691)

## Die Münzprägestätten
- Ab 1545 Michelstadt Alter Hof (heute:Unterer Pfarrhof 19)
- Ab 1623 Schloss Fürstenau
- Ab 1750 Burg Breuberg